# Sidi Hadjeres
Sidi Hadjeres è un comune dell'Algeria, situato nella provincia di M'Sila.